# Schwagerina
Schwagerina – rodzaj wymarłych, dużych otwornic o skorupce wapiennej, występujący w permie.
Mają wrzecionowatą, grubą skorupkę, zbudowaną z dwóch warstw. Skorupka jest porowata, przy czym pory w zewnętrznej warstwie są bardzo duże, jamkowate. Przegrody dzielące wnętrze na liczne komory są silnie pofałdowane. Wielkość skorupek sięga 1 cm, co oznacza, że są to duże otwornice. Dymorfizm płciowy jest wyraźny
Schwagerina prowadziła bentoniczny tryb życia w płytkich wodach morskich. Wiele gatunków rodzaju jest skamieniałościami przewodnimi permu.